# Rustiques
Rustiques é uma comuna francesa na região administrativa de Occitânia, no departamento de Aude. Estende-se por uma área de 6,47 km². Em 2010 a comuna tinha 518 habitantes (densidade: 80,1 hab./km²).